# 珠江デルタ

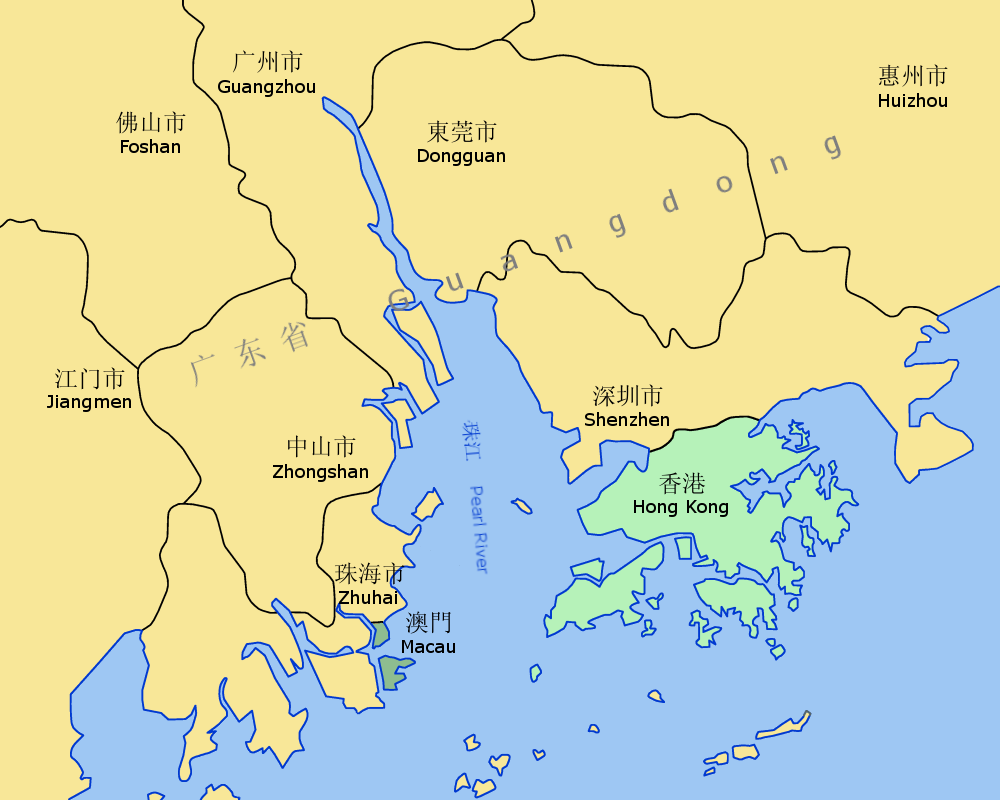
地図

珠江デルタ（しゅこうデルタ）あるいは珠江三角洲（しゅこうさんかくす、珠三角、拼音: Zhūjiāng Sānjiǎozhōu、英語: Pearl River Delta）は、中国珠江河口の広州市、香港、深圳市、東莞市、マカオを結ぶ三角地帯を中心とする地域の呼称である。

## 概説
1978年に改革開放政策が始まって以来、香港の後背地として発展し、香港だけではなく日本や台湾の企業なども進出している。経済特区として早くに開放された深圳のほか、その北に位置する東莞にパソコン・電気製品などを製造する外資系企業の工場が多く進出し、世界有数の製造業の集積地として知られる。
出稼ぎ労働者を含めた域内人口は7000万人を超えるとされ、環渤海地域、長江デルタ地域と並び、中国でも最も人口が密集した地域のひとつである。2014年の域内総生産額は5兆7650億元であり（約102兆円）であり、広東省全体の85パーセントを占める。珠江デルタ発展計画で2020年までにGDPが2兆6000億ドル、一人当たりのGDPが13万5000元まで引き上げる事を目標にしており、2000kmに及ぶ都市交通・地下鉄の建設が予定されている。